# Ассирийцы
Ассири́йцы (ассир. ܐܵܫܘܼܪ̈ܵܝܹܐ, āšurāye [ɑːʃʊr.ɑːjeː], аккад. 𒀸𒋗𒊏𒂊), ранее в русском языке айсо́ры (от арм. ասորի [ɑsoɾí]) — коренной народ Месопотамии, географического региона Западной Азии. Современные ассирийцы являются потомками древних ассирийцев и вавилонян, в свою очередь непосредственно происходящих от древних коренных жителей Месопотамии, таких как аккадцы и шумеры, которые первыми создали цивилизацию на севере Месопотамии (современный Ирак), позже ставшую Ассирией, примерно в 2600‑х годах до нашей эры.
Современные ассирийцы говорят на северо-восточных новоарамейских языках, входящих в семитскую языковую семью. В местах своего исконного проживания почти все ассирийцы были двух‑, трёх‑, а иногда и четырёхъязычны, владея, помимо своего родного языка, языками окружения — арабским, курдским, персидским и/или турецким. В диаспоре, где находится сейчас большинство ассирийцев, многие перешли на языки нового окружающего населения. Во втором-третьем поколении многие ассирийцы уже не знают своего этнического языка, в результате чего многие новоарамейские языки находятся под угрозой исчезновения.
Ассирийцы живут в Ираке, Сирии, Иране, Турции. Общины ассирийцев есть также в Ливане, России, США, Швеции, Греции, Армении, Грузии, Германии, Великобритании и других странах. Надёжные данные по количеству ассирийцев отсутствуют.

Ассирийский мальчик в традиционном костюме

## Этноним

### Эндоэтнонимы и экзонимы
По данным издательства «Этнографического отдела Императорского Общества любителей естествознания, антропологии и этнографии» 1903 года: 
Сами себя айсоры называют сирийцами, а айсоры католики — халдеями. В Персии им дано имя «Назран» (от «Назарет»); имя «айсоры» дали им армяне.

## Антропология
По данным «Этнографического отдела Императорского Общества любителей естествознания, антропологии и этнографии» (1903 год): 
По физич. типу айсоры — типичные семиты. У нихъ находятъ большое сходство съ кавказскими евреями ахалцыхской группы.
Антропологически современные ассирийцы относятся к арменоидному типу балкано-кавказской расы. У древних ассирийцев по данным иконографии также можно видеть арменоидные черты.

## История
Этноконсолидирующим фактором для ассирийцев была христианская религия, позволившая им сохраниться в окружении зороастрийского, мусульманского и иудейского населения. Вместе с тем, ассирийский этнос издревле разделён между двумя различными направлениями христианства — Сиро-яковитской церковью (миафизиты) и Ассирийской церковью Востока (несториане).
В XVI веке часть несториан вступила в унию с католической церковью и основала Халдейскую католическую церковь с резиденцией в Мосуле. Другая ветвь униатов, отделившаяся от миафизитов, — сиро-католики — обосновалась в турецком городе Мардин.
В 1842 году Бадр-хан-бек, курдский эмир Бохтана, «поднял знамя независимости» в районе современной турецкой провинции Ширнак и напал на ассирийцев округа Тиари, перебив до 10 000 человек, за поддержку ими британских колонизаторов. В январе 1895 года османские солдаты напали на населённый ассирийцами и армянами город Эдесса (Урфа), что было связано с расправой над армянами. За два дня в городе было убито 13 000 человек, а в округе резня продолжалась до весны.
К началу XX века насчитывалось около миллиона сиро-халдеев, всё чаще называвших себя ассирийцами. Около 20 000 из них оказались в российском Закавказье. Остальные были подданными Османской империи.

Геноцид ассирийцев, 1914—1918

В период Первой мировой войны началось планомерное уничтожение ассирийцев в Османской империи. Первоначально было подвергнуто массовому аресту и уничтожено мужское население, способное оказать сопротивление, в том числе призванные в турецкую армию ассирийцы. За этим последовали аресты политической и культурной элиты ассирийцев.
После этого началась депортация в пустыни Месопотамии женщин, стариков и детей, которые по дороге подвергались насилию и истреблению.
Однажды мусульмане собрали всех детей с шести до пятнадцати лет и привезли в штаб полиции, после чего их заставили подняться к вершине горы, известной как Раш-эль Хаджар на которой их, одному за другим перерезая горло, бросали в пропасть
В результате голода, истощения, болезней и постоянных нападений курдских отрядов лишь немногим из депортированных удавалось достигнуть мест назначения, где их ждала смерть от голода и болезней.

Национальный флаг ассирийцев с 1961 года

На территории Ирана в районе Урмии, где находились русская армия, из ассирийских беженцев были сформированы отряды, которые возглавил Элия Ага Петрос. Он начал боевые действия против нападавших на ассирийцев местных курдов и персов, отбивая нападения и совершая ответные вылазки. Но его недолюбливал патриарх Беньямин Мар-Шимон, не желавший ни с кем делить роль лидера ассирийцев. В феврале 1917 года после Февральской революции в России доктором Фрейдуном Атурая, Раби Бенджамином Бет Арсанисом и доктором Баба Бет Пархадом была создана Ассирийская социалистическая партия. В апреле того же года увидел свет «Урмийский манифест объединённой свободной Ассирии» Атурая, в котором содержался призыв к организации самоуправления на территории Урмии, Мосула, Тур-Абдина, Нисибина, Джезиры и Джуламаерка.
В апреле 1918 года, после ухода российских войск, персы вырезали 3000 ассирийцев в городе Хой. Ассирийцы Урмии решили пробиваться навстречу британским войскам, которые наступали с юга. 70 000 беженцев направились на восток, к городу Хамадану. По пути 20 000 человек погибло от голода и тифа, было убито разбойниками и персидскими войсками. Мусульмане Урмии устроили резню оставшихся ассирийцев, там погибло 6000 человек. Возможно, они остались в городе, надеясь на скорый приход англичан. Прибывшим в Хамадан беженцам британцы предложили отправиться пешком за 500 километров в иракский лагерь беженцев Бакуба, что стоило ещё 12 000 жизней.
На Парижской мирной конференции 1919 г. представители ассирийцев предложили создать на стыке границ Турции, Ирана и Ирака ассирийскую автономию, но это предложение никто не поддержал.
Значительная часть ассирийских беженцев укрылась в 1918 году на оккупированной британцами территории нынешнего Ирака. Британцы сформировали из ассирийцев элитный корпус «лива», который охранял учреждения и нефтепромыслы, подавлял восстания, боролся с повстанцами. Семьям «лива» выделялись земли на севере страны, конфискованные у арабов и курдов за антибританские восстания. Это вызывало напряженность между ассирийцами и арабами. Летом 1933 года появились слухи, что ассирийцы хотят восстать и основать своё государство с центром в Мосуле. Иракские войска и жандармы устроили резню ассирийцев, погибло 3000 человек. Тысячи ассирийцев бежали в Сирию, откуда большинство перебралось в США. В 1941 году «лива» помогли британцам победить пронацистски настроенного Рашида Али аль-Гайлани, но позднее корпус был распущен.
С 2014 по 2017 годы ассирийцы вновь стали объектом массовых преследований и геноцида, теперь со стороны международных террористических организаций на территории Ирака, в первую очередь со стороны ИГИЛ.

## Численность
В начале XX века численность ассирийцев в мире составляла около 1 000 000 человек, в том числе:
- В Османской империи — 863 000 чел.
- В Иране — 76 000 чел.
- В Российской империи — 2000 чел.

Итого: 941 000 человек. Помимо этого, несколько десятков тысяч проживали в странах Европы, Америки, в Индии и Китае.
На территории Османской империи, ассирийцы проживали на юге вилайетов Ван и Диарбакыр, в вилайете Мосул и на севере Алеппо, с основной концентрацией в Мосуле и в санджаке Хаккяри (юг вилайета Ван), это соответствует югу современной Турции и северу Ирака.

## Расселение в настоящее время

### Ближний Восток
После падения режима Саддама Хусейна в 2003 году происходили похищения и убийства ассирийцев, поджоги их храмов. С 2014 по 2017 года боевики ИГИЛ на захваченных ими территориях повсеместно преследовали и убивали ассирийцев.
70 000 ассирийцев живут в Иране, 50 000 — в Сирии. В Турции живут 20 000 ассирийцев. Раньше их называли «турками-семитами». Сейчас Турция признает ассирийское меньшинство и использует в публичной сфере самоназвание народа — «сурьяни».

### Армения
На территории Армении современные ассирийцы впервые оказались после русско-персидской войны 1826—1828 годов, когда власти разрешили активным сторонникам России (армянам и ассирийцам из района озера Урмия) переселиться на территорию Российской империи. В Армении ими были основаны три села: Арзни, Койпасар (Димитров) и Верхний Двин.
Прибывшие ассирийцы принадлежали к Ассирийской Церкви Востока и в каждом селе была своя церковь, заброшенные в советское время. Летом 2008 года в селе Верхний Двин была восстановлена первая ассирийская церковь и был прислан священник из Ирака.
Сейчас в Армении проживает около 8000 ассирийцев в сёлах Верхний Двин, Димитров, Шарияр и Арзни Котайкской области. Во всех селениях в школах изучают ассирийский язык. Также его изучают в школе им. Пушкина в Ереване.

### Грузия
Тогда же ассирийцы появились и на территории Грузии. Старейшее и крупнейшее ассирийское село — Дзвели-Канда в 25 км северо-западнее Тбилиси, в нём проживает 1500 жителей, из которых 709 человек являются ассирийцами. Всего в Грузии — 2377 ассирийцев (по переписи 2014 года). Также в Грузии с октября 2009 года действует Ассиро-Халдейский Католический Храм.

### Россия и СССР
Часть ассирийцев поселилась в России, бежав из Турции в 1914—1918 годов. Беженцев было не менее 100 000 человек. Святейший Синод несториан не жаловал, настаивая на немедленном переходе в православие или на возвращении обратно, в Турцию. В этой безвыходной ситуации ассирийцы записывались православными, но продолжали исповедовать свою веру.
В 1930—1940-е годы многие ассирийцы, особенно проживавшие в Грузии и Азербайджане, подверглись репрессиям. Вторая волна репрессий против ассирийцев в СССР прошла в 1949—1950 годах. Ассирийский народ был обвинён в измене Родине, шпионаже и вредительстве. Ассирийцы подверглись высылке из Закавказья и Крыма в Сибирь.
По воспоминаниям друзей, художник Хнанья Бриндаров в 1950 году хотел издать книжку ассирийских сказок со своими иллюстрациями, и в издательстве ему сказали, что называть этот народ нельзя. Книжка вышла под названием «Охотник Харибу. Восточные сказки».
Лишь в 1990-х в Москве построили Ассирийскую церковь.
По данным переписи населения 2002 года, на территории России проживало 13 600 ассирийцев, из них владеющих ассирийским языком 7762 человека.
| Субъект федерации    | Численность ассирийцев в 2002 году, тыс. |
| -------------------- | ---------------------------------------- |
| Краснодарский край   | 3,8                                      |
| Москва               | 2,7                                      |
| Ростовская область   | 2,0                                      |
| Республика Татарстан | 0,14                                     |

Численность ассирийцев в СССР:
- 1926 г. — 9808
- 1939 г. — 20 526
- 1959 г. — 21 803
- 1970 г. — 24 294
- 1979 г. — 25 170
- 1989 г. — 26 160

Праздник в сирийском православном монастыре в Мосуле, нач. XX века

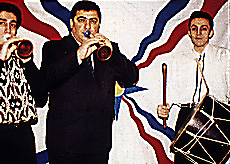
Ассирийская народная музыка на свадьбе

Единственный населённый пункт России, в котором большинство жителей является ассирийцами, является село Урмия в Курганинском районе Краснодарского края.

## Религия
Большинство верующих ассирийцев — христиане. Принадлежат к Ассирийской Церкви Востока, Халдейской католической церкви, есть также православные ассирийцы.

## Язык
Новосирийский, или современный ассирийский язык относится к западносемитским языкам. Литературный язык создан в 1840-х годах на основе урмийского диалекта. Письменность на основе сирийского алфавита эстрангело.

## Фольклор
У ассирийцев сохранился богатый устный фольклор: пословицы, поговорки, сказки, танцы. К их числу относится и героический эпос Катыне Габбара.